# Radiocom 2000
Radiocom 2000 est un réseau de téléphonie mobile transportable français lancé en 1985, qui remplaça progressivement le réseau analogique "correspondance publique". Il a été déployé uniquement par France Télécom Mobiles. Il est classé dans la catégorie des réseaux mobiles de première génération (1G). 

## Fonctionnement
Fonctionnant sous la bande de fréquence des 400 MHz, le réseau utilise la technologie numérique pour la signalisation et la modulation analogique pour la voix. Les fréquences sont attribuées dynamiquement en fonction des besoins.
Face à la demande croissante d'abonnés, plusieurs bandes de fréquences ont été utilisées sur le réseau Radiocom 2000, notamment les bandes 200 MHz et 160 MHz sur les régions IDF, Lyon et Marseille ainsi que la bande 175 MHz (abonnement spécifique appelé "Radiocom 2000 VHF A/B") à partir de 1990 dans le quart nord-est de la France. Toujours pour répondre à la demande de plus de capacité, à partir de 1990, les mobiles sont devenus bi-bande 400/900 MHz, développés par Matra, Mobitel et Sagem en tant que constructeurs. D'autres marques ont diffusé ces mêmes produits à leurs marques respective (OEM) Original Equipment Manufacturer, Alcatel et Nokia.

## Historique
C'est avec Radiocom 2000 qu'apparaissent les premières notions de téléphonie cellulaire avec, peu après son lancement, l'apparition du handover appelé « Réseau Haute Densité » RHD (capacité de changer de cellule dynamiquement) et de l'attribution de fréquences au sein d'une cellule. Le réseau couvre la quasi-totalité du territoire. Les abonnements proposés pouvaient être régionaux : Île de France, Région Lyonnaise, PACA, Province et National.
Les postes sont fabriqués par Matra, Radiotel, Alcatel puis Sagem. Les batteries au Nickel-Cadmium sont rechargeables. L'antenne est plus petite que celle d'un terminal des années 1980, mais le terminal reste encore volumineux et d'un coût prohibitif (appareil + abonnement). Il est déployé par France Telecom Mobiles.
En 1988, il compte 60 000 abonnés et plus de 90 % des appareils sont installés à bord de véhicules. Cette même année, la concurrence apparaît avec la naissance de la Société française de radiotéléphones (SFR), alliant la Compagnie générale des eaux (41 %), le Crédit lyonnais (19 %), la Compagnie de navigation mixte (8,6 %), TDF (7,5 %), Banexi (4 %), Bell South (4 %) et Racal (4 %), utilisant la norme NMT-F (Nordic Mobile Telephone "Français"). 
Le 1er octobre 1998, une date d'arrêt au 31 décembre 1998 est confirmée pour le réseau Radiocom 2000. Mais finalement, le réseau 1G bénéficiera d'un délai d'un an et demi.
Le 28 juillet 2000, le réseau Radiocom 2000 et les abonnements nationaux (400 MHz + 900 MHz) sont fermés au profit de la norme GSM. Les services NMT-F sont également fermés ce jour-là. Les derniers abonnés du système Radiocom 2000 se voient alors proposer un passage à la norme GSM, sur le réseau Itineris de France-Télécom.